# Cianowice (gmina)
Cianowice (do 187? Korzkiew i Ojców) – dawna gmina wiejska istniejąca do 1954 roku w woj. kieleckim i woj. krakowskim. Siedzibą władz gminy były Cianowice. 
W okresie międzywojennym gmina Cianowice należała do powiatu olkuskiego w woj. kieleckim. Po wojnie gmina przez bardzo krótki czas zachowała przynależność administracyjną, lecz już 18 sierpnia 1945 roku została wraz z całym powiatem olkuskim przyłączona do woj. krakowskiego.
Według stanu z dnia 1 lipca 1952 roku gmina składała się z 22 gromad: Bębło, Będkowice, Biały Kościół, Brzozówka Korzkiewska, Cianowice, Czajowice, Garliczka, Górna Wieś, Grębynice, Januszowice, Korzkiew, Maszyce, Niebyła-Świńczów, Ojców, Owczary, Prądnik Korzkiewski, Przybysławice, Smardzowice, Szczodrkowice, Szyce, Wielka Wieś i Wierzchowie. Jednostka została zniesiona 29 września 1954 roku wraz z reformą wprowadzającą gromady w miejsce gmin. Po reaktywowaniu gmin z dniem 1 stycznia 1973 roku gminy Cianowice nie przywrócono, a jej dawny obszar wszedł głównie w skład nowej gminy Skała w tymże powiecie oraz gmin Wielka Wieś i Zielonki w powiecie krakowskim.